# لیگ برتر فوتبال کویت
لیگ برتر کویت (به عربی: دوري المحترفين الكويتي) لیگ برتر فوتبال کشور کویت است و بالاترین سطح مسابقات باشگاهی فوتبال کویت است. ۱۰ باشگاه در این مسابقات باهم رقابت می‌کنند.
الکویت با ۱۸ قهرمانی پرافتخارترین تیم این مسابقات به شمار می‌رود.

## قهرمانان گذشته
لیستی از تمام قهرمانان لیگ برتر کویت از فصل ۶۲–۱۹۶۱ تاکنون:
| - ۱۹۶۱-۶۲: العربی - ۱۹۶۲-۶۳: العربی - ۱۹۶۳-۶۴: العربی - ۱۹۶۴-۶۵: الکویت - ۱۹۶۵-۶۶: العربی - ۱۹۶۶-۶۷: العربی - ۱۹۶۷-۶۸: الکویت - ۱۹۶۸-۶۹: القادسیه - ۱۹۶۹-۷۰: العربی - ۱۹۷۰-۷۱: القادسیه - ۱۹۷۱-۷۲: الکویت - ۱۹۷۲-۷۳: القادسیه - ۱۹۷۳-۷۴: الکویت - ۱۹۷۴-۷۵: القادسیه - ۱۹۷۵-۷۶: القادسیه - ۱۹۷۶-۷۷: الکویت - ۱۹۷۷-۷۸: القادسیه - ۱۹۷۸-۷۹: الکویت - ۱۹۷۹-۸۰: العربی - ۱۹۸۰-۸۱: السالمیه | - ۱۹۸۱-۸۲: العربی - ۱۹۸۲-۸۳: العربی - ۱۹۸۳-۸۴: العربی - ۱۹۸۴-۸۵: العربی - ۱۹۸۵-۸۶: کاظمه - ۱۹۸۶-۸۷: کاظمه - ۱۹۸۷-۸۸: العربی - ۱۹۸۸-۸۹: العربی - ۱۹۸۹-۹۰: الجهراء - ۱۹۹۰-۹۱: بدون قهرمان - ۱۹۹۱-۹۲: القادسیه - ۱۹۹۲-۹۳: العربی - ۱۹۹۳-۹۴: کاظمه - ۱۹۹۴-۹۵: السالمیه - ۱۹۹۵-۹۶: کاظمه - ۱۹۹۶-۹۷: العربی - ۱۹۹۷-۹۸: السالمیه - ۱۹۹۸-۹۹: القادسیه - ۱۹۹۹-۰۰: السالمیه - ۲۰۰۰-۰۱: الکویت | - ۲۰۰۱-۰۲: العربی - ۲۰۰۲-۰۳: القادسیه - ۲۰۰۳-۰۴: القادسیه - ۲۰۰۴-۰۵: القادسیه - ۲۰۰۵-۰۶: الکویت - ۲۰۰۶-۰۷: الکویت - ۲۰۰۷-۰۸: الکویت - ۲۰۰۸-۰۹: القادسیه - ۲۰۰۹-۱۰: القادسیه - ۲۰۱۰-۱۱: القادسیه - ۲۰۱۱-۱۲: القادسیه - ۲۰۱۲-۱۳: الکویت - ۲۰۱۳-۱۴: القادسیه - ۲۰۱۴-۱۵: الکویت - ۲۰۱۵-۱۶: القادسیه - ۲۰۱۶-۱۷: الکویت - ۲۰۱۷-۱۸: الکویت |

## قهرمانی‌ها

### باشگاه‌ها
تعداد قهرمانی های باشگاه های فوتبال کویت در لیگ برتر این کشور:
| باشگاه   | تعداد قهرمانی |
| -------- | ------------- |
| القادسیه | ۱۷            |
| العربی   | ۱۶            |
| الکویت   | ۱۴            |
| کاظمه    | ۴             |
| السالمیه | ۴             |
| الجهراء  | ۱             |